# Надниркова залоза
Наднирко́ва за́лоза, наднирник (лат. gl. suprarenalis) — парна ендокринна залоза у людини, а також у хребетних тварин.

## Анатомія
Надниркова залоза людини розташована в заочеревинному просторі на верхньому полюсі кожної з нирок. Права має трикутну форму, ліва — півмісячну; увігнуті основи надниркових залоз лежать на опуклих полюсах нирок. Разом із нирками надниркові залози укладені в жирову капсулу (лат. capsula adiposa) і покриті нирковою фасцією (лат. fascia renalis).
Довжина надниркової залози дорослої людини варіює від 30 до 70 мм, ширина — від 20 до 35 мм, товщина — від 3 до 10 мм, маса обох надниркових залоз становить 10–14 грамів. Зовні надниркова залоза вкрита сполучнотканинною капсулою, від якої в паренхіму відходять перегородки, що вміщують у собі судини і нерви та поділяють паренхіму на групи клітин і клітинні тяжі. У надниркових залозах розрізняють зовнішню кіркову речовину, що становить приблизно 2/3 усієї маси залози, і внутрішню мозкову речовину. У немовлят маса надниркової залози в середньому 3,5 гр. З віком вона збільшується, поступово розмежовуються кіркова і мозкова речовина, окремі зони кіркової речовини.

### Кровопостачання
Здійснюється трьома групами надниркових артерій: верхньою, середньою, нижньою, що проникають в паренхіму у виді численних капілярів, утворюючи велику кількість анастомозів у мозковій речовині і синусоїди — розширення. Відтік крові від надниркових залоз відбувається через центральну і численні поверхневі вени, що впадають у венозну мережу навколишніх органів і тканин. Поруч з кровоносними розташовані лімфатичні капіляри, що відводять лімфу.

### Інервація
Відбувається симпатичними (переважно) і парасимпатичними волокнами черевного, блукаючого і діафрагмального нервів.

## Гістологія

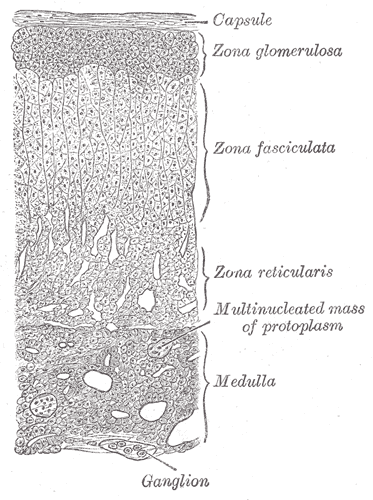
Схематичне зображення гістологічної будови наднирника

Надниркова залоза складається з двох структур — кіркової речовини і мозкової речовини.
Мозкова речовина служить основним джерелом катехоламінових гормонів організму — адреналіну і норадреналіну. Деякі з клітин кіркової речовини належать до системи «гіпоталамус — гіпофіз — кора надниркової залози» та синтезують кортикостероїдів.
Кіркова речовина темно-бурого кольору, виділяє життєво важливі гормони: мінералокортикоїди та статеві гормони.

### Кіркова речовина надниркових залоз
Гормони, які продукують у кірковій речовині, належать до кортикостероїдів. Сама кора надниркових залоз морфо-функціонально складається з трьох шарів:
- Клубочкова зона
- Пучкова зона
- Сітчаста зона

#### Клубочкова зона
У клубочковій зоні утворюються гормони, які називаються мінералкортікоїди. До них належать:
- Альдостерон
- Кортикостерон
- Дезоксикортикостерон

Мінералкортікоіди підвищують реабсорбцію Na + та виділення K + у нирках.

#### Пучкова зона
У пучкової зоні утворюються глюкокортикоїди, до яких належать:
- Кортизол
- Кортикостерон

Глюкокортикоїди мають неабияку дію майже на всі процеси обміну речовин. Вони стимулюють утворення глюкози з жирів і амінокислот (глюконеогенез), пригнічують запальні, імунні і алергічні реакції, зменшують розростання сполучної тканини, а також підвищують чутливість органів чуття і збудження нервової системи.

#### Сітчаста зона
У сітчастій зоні виробляються статеві гормони (андрогени, які є речовинами — попередниками естрогенів). Ці статеві гормони відіграють роль дещо іншу, ніж гормони, що виділяються статевими залозами. Вони активні до статевого дозрівання і після дозрівання статевих залоз, у тому числі вони впливають на розвиток вторинних статевих ознак.
Нестача цих статевих гормонів викликає випадання волосся; надлишок веде до вирилізації — появі у жінок рис, характерних для протилежної статі.

### Мозкова речовина надниркових залоз
Клітини мозкової речовини надниркових залоз виробляють катехоламіни — адреналін і норадреналін. Ці гормони підвищують артеріальний тиск, посилюють роботу серця, розширюють просвіти бронхів, збільшують рівень цукру в крові. У стані спокою вони постійно виділяють невеликі кількості катехоламінів. Під впливом стресової ситуації секреція адреналіну і норадреналіну клітинами мозкового шару надниркових залоз різко підвищується.
Крім адреналіну і норадреналіну клітини мозкового шару виробляють пептиди, що виконують регуляторну функцію в центральної нервової системи і шлунково-кишковому тракті. Серед цих речовин:
- Речовина P
- Вазоактивний інтестинальний поліпептид
- Соматостатин
- Бета-енкефалін

Також в невеликій кількості синтезується дофамін.

## Фізіологія
Ця залоза грає важливу роль в регуляції обміну речовин і адаптації організму до несприятливих (тобто стресових) умов.
Складна і різноманітна: вони регулюють обмін речовин, тиск крові, тонус м'язів, стан імунітету. Глюкокортикоїди впливають на обмін вуглеводів, білків та жирів, а також на кровотворні органи, мають протизапальну дію. Мінералокортикоїди беруть участь у регуляції мінерального обміну. У корі надниркових залоз синтезуються гормони під загальною назвою кортикостероїди, їх близько 40 видів. Серед широко використовуваних у медицині відомі кортизон і гідрокортизон. Вони регулюють обмін вуглеводів, перешкоджають розвитку запалення. При нестачі цих гормонів виникає бронзова хвороба, за якої шкіра набуває бронзового кольору. Крім того, людина худне, втрачає працездатність через розлади нервовом'язової системи.
Гормони кіркової речовини кортикостероїди (глюко- і мінералокортикоїди) синтезуються у мітохондріях секреторних клітин з холестерину. Різноманітний вплив кортикостероїдів на всі види обміну речовин, судинний тонус, імунітет та інше робить кіркову речовину наднирників найважливішою ділянкою життєзабезпечення людини в звичайних умовах і в умовах адаптації до різноманітних стресів. У клубочковій зоні кіркової речовини синтезується альдостерон — основний мінералокортикоїд, що бере участь у регуляції водно-сольового обміну. У пучковій зоні синтезується переважно кортизол — глюкокортикоїд, що впливає на білковий, жировий і вуглеводний обмін і на обмін нуклеїнових кислот, і кортикостерон, що володіє властивостями глюко- і мінералокортикоїда. У сітчастій зоні утворяться статеві гормони, головним чином андрогени. Синтез кортикостероїдів, насамперед глюкокортикостероїдів, регулюються адренокортикотропним гормоном. У глибині наднирника знаходиться мозкова речовина. Залозисті клітини мозкової речовини одержали назву хромафінних, або феохромних, тому що вибіркового забарвлюються солями хрому в жовто-бурий колір. Крім залозистих клітин у мозковій речовині наднирника багато нервових волокон і нервових клітин. Скупчення хромафинних нервових клітин, так званих параганглії, виявляють також по ходу легеневого стовбура і висхідної частини аорти, у середостенії знаходиться поперековий аортальний параганглій та інші. Хромафинні клітини секретують три гормони (адреналін, норадреналін і дофамін), об'єднаних під загальною назвою катехоламіни. Біосинтетичними попередниками цих гормонів є амінокислота тирозин. Адреналін синтезується тільки в надниркових залозах; норадреналін і дофамін утворюються також у парагангліях і численних нейронах симпатичної нервової системи. Всі тканини, що продукують катехоламіни, складають адреналінову систему. Активність хромафинних клітин стимулюють різноманітні впливи навколишнього і внутрішнього середовища: емоції, артеріальна гіпотензія, гіпоглікемія, фізичне навантаження, охолодження тощо.

## Патологія
- Синдром Вотергауза — Фредеріксена
- Аденома наднирника
- Аддісонова хвороба
- Потрійний-А синдром
- Синдром Іценка-Кушинга
- Синдром Конна
- Первинний гіперкортицизм
  - Синдром Ашара — Тьєра
  - Глюкостерома
  - Первинний гіперальдостеронізм (Синдром Конна)
  - Вторинний гіперальдостеронізм
  - Кортикоестрома
  - Андростеромах
  - Адреногенітальний синдром
- Феохромоцитома